# Armillaria montagnei
Armillaria montagnei là một loài nấm trong họ Physalacriaceae.